# Неа Сиги
Неа Сиги, още Янузлу или Юнузлу (на гръцки: Νέα Σιγή, до 1928 година Γιαννουσλού, Януслу), е историческо село в Гърция, разположено на територията на дем Сервия, област Западна Македония.

## География
Неа Сиги е разположено на 420 m надморска височина, югоизточно от Кожани, западно от Ватилакос и западно от пътя от Кожани за Сервия.

## История

### В Османската империя
В края на XIX век Янузлу e турско село в Кожанската каза на Османската империя. Според статистиката на Васил Кънчов („Македония. Етнография и статистика“) през 1900 година в Юнусли, Кожанска каза, има 419 турци.
На Етнографската карта на Битолския вилает на Картографския институт в София от 1901 година Юнусли е чисто турско село в Кожанската каза на Серфидженския санджак с 83 къщи.
Според статистика на Серфидженския санджак на гръцкото консулство в Еласона от 1904 година в Юнуслу (Γιουνουσλού), Кожанска каза, живеят 440 турци.

### В Гърция
През Балканската война в 1912 година в селото влизат гръцки части и след Междусъюзническата в 1913 година остава в Гърция. В 1913 година селото (Γιονουσλού) има 501 жители. През 20-те години населението му се изселва в Турция и на негово място са настанени гърци бежанци от Турция. През 1928 година името на селото е сменено на Неа Сиги. В 1928 година Неа Сиги е изцяло бежанско с 74 семейства и 273 жители бежанци.
След 1951 година населението му е броено към това на Ватилакос.
На 14 март 1971 година на същото място е създадено село Профитис Илияс, част от община Ватилакос. Селото е закрито на 18 март 2001 година.
| Година    | 1913 | 1920 | 1928 | 1940 | 1951 | 1961 | 1971 | 1981 | 1991 | 2001 | 2011 | 2021 |
| --------- | ---- | ---- | ---- | ---- | ---- | ---- | ---- | ---- | ---- | ---- | ---- | ---- |
| Население | 501  | 498  | 176  | 171  | 394  |      | 66   | 30   | 17   |      |      |      |